# 坦贾武尔

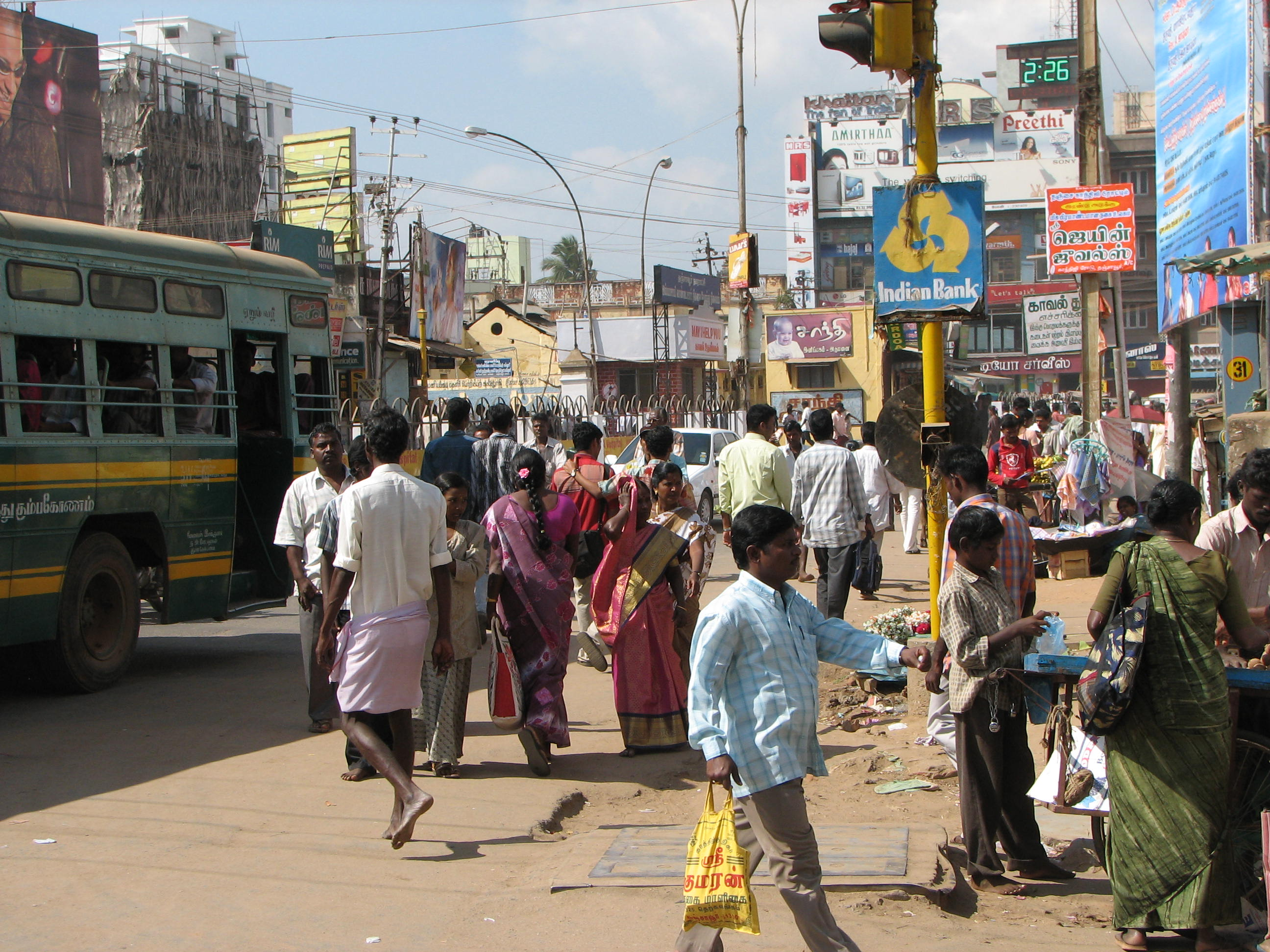
坦贾武尔街景

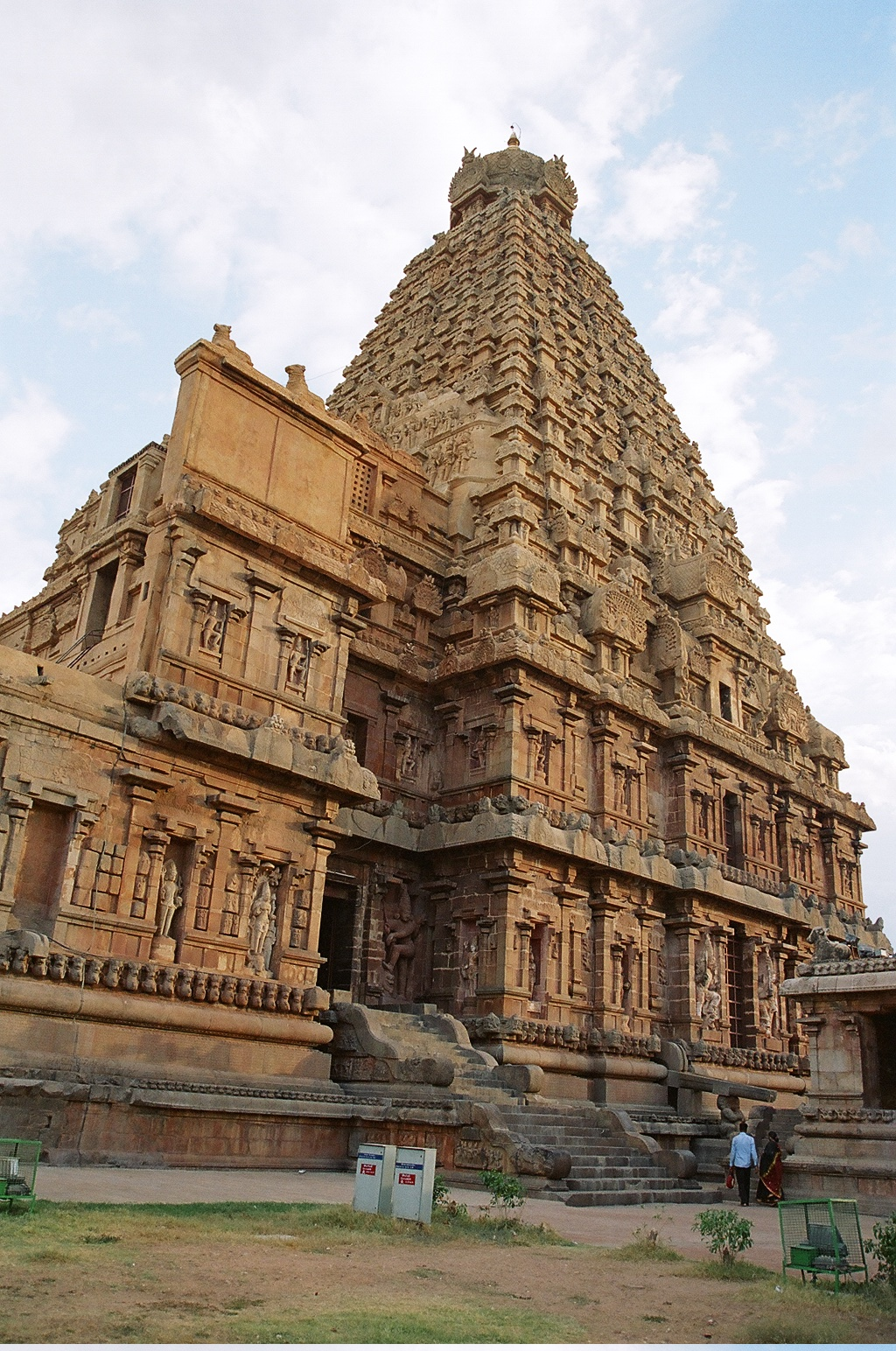
寺庙

坦贾武尔（泰米尔语：தஞ்சாவூர்；Thanjavur, Tanjore，又译坦焦耳、坦焦尔、坦贾尔、坦乔尔、坦卒尔、坦卓尔、坦加布尔等）是印度泰米尔纳德邦的城市之一，也是坦贾武尔县的县府所在地，位于高韦里河（Kaveri）的南岸，曾经是朱罗王朝的国都。
坦贾武尔的布里哈迪希瓦拉神庙1987年被列入世界遗产名录。

## 历史
坦贾武尔自古以来便是南印度的贸易重镇，在坦贾武尔县曾数次发现中国古代钱币，包括汉代的五铢钱及唐、宋钱币。
坦贾武尔曾是朱罗王朝的首都，11世纪时朱罗王朝的君主罗茶罗乍在此建立了以自己为名的寺庙布里哈迪希瓦拉神庙，并于1010年完成，该神庙在1987年成为了世界遗产。
16世纪毗奢耶那伽罗帝国衰落后，当地的半独立领主（Nayak）以该城为都建立了坦贾武尔纳亚克政权。
十七世纪时，当地的坦贾武尔马拉塔王国是马拉塔联盟的一部分。